# エルヴィス・シノシック
エルヴィス・シノシック（Elvis Sinosic、1971年2月13日 - ）は、オーストラリアの男性総合格闘家。ニューサウスウェールズ州キャンベラ出身。シノシック・ペロシュ・マーシャルアーツ所属。ブラジリアン柔術黒帯。テコンドー黒帯。

## 来歴
マチャド柔術、ムエタイ、柔道、テコンドー、カポエイラなど様々な格闘技を経験。1997年に総合格闘技デビュー。格闘家になる前は経理会社でIT部門を担当していた。
2000年12月10日、K-1 WORLD GP 2000 決勝戦に参戦。総合格闘技ルールのスーパーファイトでフランク・シャムロックと対戦し、判定負け。
2001年2月23日、UFC初参戦となったUFC 30でジェレミー・ホーンと対戦し、腕ひしぎ三角固めで一本勝ち。
2001年6月29日、UFC 32の世界ライトヘビー級タイトルマッチでティト・オーティズと対戦し、グラウンドの肘打ちでTKO負けを喫し王座獲得に失敗した。
2002年7月、世界柔術選手権に出場、茶帯レーヴィ級と茶帯アブソリュート級でともに1回戦敗退。
2003年8月31日、初参戦となったパンクラスで菊田早苗と対戦し、0-3の判定負け。
2007年4月21日、UFC 70でマイケル・ビスピンと対戦し、パウンドでTKO負け。ファイト・オブ・ザ・ナイトを受賞した。

## 戦績

### 総合格闘技
| 総合格闘技 戦績 | 総合格闘技 戦績 | 総合格闘技 戦績 | 総合格闘技 戦績 | 総合格闘技 戦績 | 総合格闘技 戦績 | 総合格闘技 戦績 |
| --------------- | --------------- | --------------- | --------------- | --------------- | --------------- | --------------- |
| 21 試合         | (T)KO           | 一本            | 判定            | その他          | 引き分け        | 無効試合        |
| 8 勝            | 4               | 4               | 0               | 0               | 2               | 0               |
| 11 敗           | 5               | 2               | 4               | 0               | 2               | 0               |

| 勝敗 | 対戦相手                   | 試合結果                          | 大会名                                                                      | 開催年月日     |
| ×    | ポール・カフーン           | 1R 0:21 TKO（パンチ連打）         | Cage Rage 24: Feel the Pain                                                 | 2007年12月1日  |
| ×    | マイケル・ビスピン         | 2R 1:40 TKO（パウンド）           | UFC 70: Nations Collide                                                     | 2007年4月21日  |
| ○    | マーク・エプスタイン       | 1R 2:37 腕ひしぎ十字固め          | Cage Rage 19: Fearless                                                      | 2006年12月9日  |
| ○    | 藤井克久                   | 1R 腕ひしぎ十字固め               | X-plosion                                                                   | 2006年8月18日  |
| ×    | アレッシオ・サカラ         | 5分3R終了 判定0-3                 | UFC 57: Liddell vs. Couture 3                                               | 2006年2月4日   |
| ×    | フォレスト・グリフィン     | 1R 3:22 TKO（スタンドパンチ連打） | UFC 55: Fury                                                                | 2005年10月7日  |
| △    | 松井大二郎                 | 5分2R終了 判定1-1                 | PANCRASE 2005 SPIRAL TOUR                                                   | 2005年7月10日  |
| ○    | ホベルト・トラヴェン       | 2R 0:35 KO（パンチ）              | Warriors Realm 1                                                            | 2004年9月3日   |
| ×    | 菊田早苗                   | 5分3R終了 判定0-3                 | PANCRASE 2003 HYBRID TOUR                                                   | 2003年8月31日  |
| ○    | オーガスト・ウォレン       | 1R 5:36 腕ひしぎ十字固め          | Fighter Extreme 3                                                           | 2003年5月2日   |
| ×    | レナート・ババル           | 5分3R終了 判定0-3                 | UFC 38: Brawl at the Hall                                                   | 2002年7月13日  |
| ×    | エヴァン・タナー           | 1R 2:06 TKO（カット）             | UFC 36: Worlds Collide                                                      | 2002年3月22日  |
| ×    | ティト・オーティズ         | 1R 3:32 TKO（グラウンドの肘打ち） | UFC 32: Showdown in the Meadowlands 【UFC世界ライトヘビー級タイトルマッチ】 | 2001年6月29日  |
| ○    | ジェレミー・ホーン         | 1R 2:59 腕ひしぎ三角固め          | UFC 30: Battle on the Boardwalk                                             | 2001年2月23日  |
| ×    | フランク・シャムロック     | 3分5R終了 判定48-50               | K-1 WORLD GP 2000 決勝戦                                                    | 2000年12月10日 |
| △    | デイブ・ベネトゥー         | 10分2R終了 ドロー                 | UCC 1: The New Beginning 【UCC世界ヘビー級王座決定戦】                      | 2000年6月2日   |
| ×    | アル・リーニッシ           | 1R 7:52 TKO（棄権）               | Rings Australia: NR2                                                        | 1998年9月13日  |
| ○    | ダニエル・ボンド           | 1R TKO                            | Australia Vale Tudo 【ヘビー級トーナメント 決勝】                           | 1997年11月16日 |
| ○    | ケビン・マッコナキー       | 1R TKO                            | Australia Vale Tudo 【ヘビー級トーナメント 1回戦】                          | 1997年11月16日 |
| ×    | 田村潔司                   | 10:11 ストレートアームバー        | リングス Battle Genesis Vol.2                                               | 1997年10月14日 |
| ×    | クリストファー・ヘイズマン | 1R 2:47 ギブアップ                | Caged Combat 1: Australian Ultimate Fighting                                | 1997年3月22日  |
| ○    | マチュー・ロッカ           | 1R 0:41 TKO（パンチ連打）         | Caged Combat 1: Australian Ultimate Fighting                                | 1997年3月22日  |

### グラップリング
| 勝敗 | 対戦相手                   | 試合結果   | 大会名                         | 開催年月日   |
| ×    | ファブリシオ・ヴェウドゥム | ギブアップ | ADCC 2007 【99kg以上級 1回戦】 | 2007年5月5日 |

## 獲得タイトル
- AVTヘビー級トーナメント 優勝（1997年）
- ADCC 2007 南太平洋予選 99kg以上級 優勝（2007年）

## 表彰
- UFC ファイト・オブ・ザ・ナイト（1回）